# Святослав Ингваревич
Святослав Ингваревич (уб. 31 мая 1223) — князь Шумский, один из русских князей, погибших в битве на Калке. Вероятнее был сыном луцкого князя Ингваря Ярославича.

## Биография
Точное происхождение Святослава в летописях не указывается. Он упоминается только один раз как князь Шумский — в списке русских князей, погибших в битве на Калке 31 мая 1223 года. Однако на основании его удела современные исследователи делают вывод о том, что Святослав был потомком луцкого князя Ярослава Изяславича, который по договору с братом, Мстиславом Изяславичем получил восточную часть Волыни, в том числе и Шумск. В 1211 году Шумск вместе с рядом других Волынских городов находился под управлением луцкого князя Ингваря Ярославича.
Исследователи высказывали разные гипотезы о происхождении Святослава. Н. А. Баумгартен считал Святослава потомком Ярослава Изяславича, однако точное родство не указывал. У Ярослава Изяславича было четверо сыновей, Святослав, вероятно, был потомком одного из них. По мнению польского историка Д. Домбровского Святослав, вероятнее всего, не мог быть сыном Мстислава Немого, поскольку тот тоже участвовал в битве при Калке, но летописи не указывают на родство со Святославом. Поскольку в списке погибших на Калке князей Святослав назван после князя Изяслава, который, вероятнее всего, был сыном Ингваря Ярославича, а также владение Шумским княжеством, которым до этого владел Ингварь Ярославич, Святослав мог быть братом Изяслава. О. М. Рапов и Дж. Феннел предполагают, что Святослав был сыном или внуком Изяслава Ингваревича. Сыном Изяслава Ингваревича считает Святослава и Л. Войтович. Д. В. Донской указывал Святослава сыном Ярослава Владимировича Мачешича. Домбровский рассматривает нескольков версий и допускает, что Святослав мог быть также сыном Изяслава Ярославича, сыном Ингваря Ярославича или его внуком — сыном упоминаемого в 1211 году не названным по имени сына. 
Неизвестно, был ли Святослав женат и имел ли он детей.